# Edwige Gwendová
Edwige Gwendová (* 11. března 1990 Edéa, Kamerun) je reprezentantka Itálie v judu.

## Sportovní kariéra
S rodinou imigrovala do Itálie v roce 1990 a vyrůstala v Collecchiu. Rodiče ji později dali společně i s jejím bratrem do pěstounské péče. S judem začínala v 9 letech. V roce 2002 se přesunula do Parmy a v roce 2006 obdržela italské občanství. V roce 2009 se přesunula do Říma, kde se připravuje pod vedením Felice Marianiho.
V roce 2012 se kvalifikovala na olympijské hry v Londýně, ale nezvládla úvodní zápas proti Číňance Sü Li-Li.

## Výsledky
| Olympijské hry     |     |   | —   |     |     |     | úč. |     |    |  |  |  |  |  |  |  |  |  |  |  |  |  |  |  |  |  |  |
| Mistrovství světa  |     | — |     | —   | úč. | úč. |     | úč. | 5. |  |  |  |  |  |  |  |  |  |  |  |  |  |  |  |  |  |  |
| Mistrovství Evropy | —   | — | —   | —   | 2.  | úč. | úč. | 5.  | 5. |  |  |  |  |  |  |  |  |  |  |  |  |  |  |  |  |  |  |
| ME do 23 let       | —   | — | —   | úč. | 1.  | —   | 5.  |     |    |  |  |  |  |  |  |  |  |  |  |  |  |  |  |  |  |  |  |
| MS juniorů         | —   |   | úč. | 5.  |     |     |     |     |    |  |  |  |  |  |  |  |  |  |  |  |  |  |  |  |  |  |  |
| ME juniorů         | —   | — | 3.  | 1.  |     |     |     |     |    |  |  |  |  |  |  |  |  |  |  |  |  |  |  |  |  |  |  |
| ME dorostenců      | úč. |   |     |     |     |     |     |     |    |  |  |  |  |  |  |  |  |  |  |  |  |  |  |  |  |  |  |